# Proteuxoa crypsicharis
Proteuxoa crypsicharis är en fjärilsart som beskrevs av Oswald Beltram Lower 1902. Proteuxoa crypsicharis ingår i släktet Proteuxoa och familjen nattflyn. Inga underarter finns listade i Catalogue of Life.